# Fan Zhiyong
Fan Zhiyong 樊志涌 (cinese) (Pechino, 1840 – 1922) è stato un insegnante cinese.
Fan Zhiyong (樊志涌), soprannominato “Fan il Pazzo” (樊疯子, Fan Fenzi) è un Mancese che apprese il Baguazhang da Dong Haichuan e che diede vita allo Stile Fan di Baguazhang (樊氏八卦掌, Fanshi Baguazhang).
Egli era membro della Bandiera Zheng Bai (正白旗, Zheng Bai Qi) dell'esercito Mancese.

## Biografia
La famiglia di Fan viveva da generazioni a Pechino. Sin dalla giovinezza studiò per otto anni Shaolinquan e Tantui. In seguito incontrò Dong Haichuan e ne divenne discepolo, studiando duramente con lui per lungo tempo.
Secondo Lu Jinggui (卢景贵) nel suo scritto Manuale Completo del Baguazhang di Cao (曹氏八卦掌全谱, Caoshi Baguazhang Chuan Pu), Fan durante la sua preparazione stette per 49 giorni da solo con Dong Haichuan ed apprese un metodo combinato di Buddismo e di Taoismo: il Wuji Baguazhang (无极八卦掌) anche detto  Neiquan Baguazhang (内圈八卦掌).
Nel 1898, invitato da Liu Baozhen (刘宝珍), si trasferì con la famiglia a Gu'anxian (固安县) nella provincia di Hebei. In questo luogo, più precisamente presso il tempio buddista Xihongsi (西红寺), egli uccise un famoso capo criminale locale detto Hei Luozi (黑骡子, Mulo Nero).
Fan Zhiyong ebbe come allievi:
- Wang Zhi (王志)
- Ning Hongliang (宁洪亮)
- Li Ziyan (李子燕)
- Za Lifen (扎力芬)
- Ao Qinghua (敖庆华)
- Tao Yongfu (陶永福)
- Fan Fenglan (樊凤兰, la figlia)
- Shi Qingsheng (石庆生)